# Harald I van Denemarken
Harald  Blauwtand (Deens: Harald Blåtand, Oudnoords: Haraldr Blátönn), ook Harald de Goede of Harald Gormsson (ca. 930 - bij Wolin, 1 november 985 of 986) was koning van Denemarken. Hij is vooral bekend vanwege zijn bekering tot het christendom en naamgever van de Bluetooth technologie.

## Bestuur
Harald was de zoon van koning Gorm de Oude en zijn vrouw Tyre. Hij volgde zijn vader op als koning van Denemarken maar had, vanwege de hoge leeftijd van zijn vader, ook voordien al een belangrijk aandeel in het bestuur. Binnen Denemarken was het tijdens zijn regering rustig, dus Harald had alle gelegenheid om zich op het buitenland te richten. Hij steunde Richard I van Normandië tegen diens tegenstanders en hij liet zijn zoon Hakon het gebied Samland (belangrijkste vindplaats van barnsteen) veroveren. Toen Haakon I van Noorwegen in 961 was verslagen en gedood, trok Harald naar Noorwegen en riep zichzelf uit tot koning en benoemde de Noorse regio-koningen tot zijn vazallen. Harald II van Noorwegen (de leidingnemer van deze Noorse vazal-koningen) doodde zijn belangrijkste tegenstanders en werd steeds onafhankelijker van Harald. In 976 kwam Harald Grijshuid op bezoek in Denemarken, maar werd daar gedood door Noorse tegenstanders. Harald I kreeg zo weer een sterke positie als koning van Noorwegen en benoemde de moordenaars tot jarls in Noorwegen.
Harald erkende in 948 keizer Otto I de Grote als zijn heer, maar stelde zich in de praktijk onafhankelijk op. In 974 werd Harald bij de Danevirke verslagen door een Duits leger. Indirect ging Haralds gezag over Noorwegen hierdoor verloren. Direct moest Harald toestaan dat Duitse boeren zich in zijn grensgebieden vestigden, maar die kon hij in 983 weer verdrijven met hulp van Slavische troepen. Kort daarna kreeg Harald te maken met een opstand van zijn zoon Sven Gaffelbaard. Harald vluchtte naar Jomsburg en stierf aan verwondingen die hij had opgelopen tijdens gevechten met de troepen van zijn zoon. Harald werd begraven in de door hem gestichte dom van Roskilde.
Harald liet een aantal ringwalburgen aanleggen bij de Deense steden Trelleborg, Odense, Hobro en Aggersborg, en de Zweedse steden Trelleborg en mogelijk Lomma. Ook zou hij het Deense Aarhus hebben laten versterken. De 750 m lange veenbrug bij Vejle, in Denemarken, zou onder zijn bestuur zijn gebouwd.

## De Styrbjörnsaga's
Harald komt ook voor in de saga's over Styrbjörn de Sterke (mogelijk dezelfde als Björn, de zoon van Olof I van Zweden). De verhalen over Styrbjörn vertonen onderling grote verschillen (wat niet pleit voor hun historische betrouwbaarheid), maar de hoofdlijnen van het verhaal van Styrbjörn zijn als volgt: Styrbjörn was een succesvolle aanvoerder van een onafhankelijke vloot van Vikingen op de Oostzee. Zelfs onder de Vikingen viel hij op door zijn strijdlust. Hij zou zijn gevlucht uit Zweden en werkte een tijd samen met Harald om de Deense macht aan de Duitse Oostzeekust te versterken. Koning Harald zou met de zuster van Styrbjörn zijn getrouwd en deze op zijn beurt zou met Thyra, Haralds dochter, zijn getrouwd. Samen veroverden ze Jomsburg, een fort van Viking-piraten bij Wolin, en Styrbjörn werd heer van Jomsburg. Styrbjörn maakte aanspraken op de troon van Zweden en trok samen met Harald naar Gamla Uppsala om Erik VI van Zweden aan te vallen. Vlak voor de slag lieten Harald en de Denen Styrbjörn echter in de steek (uit lafheid, of vanwege berichten van een Duitse aanval op Jutland). Styrbjörn besloot om met zijn te kleine leger toch de aanval door te zetten, en ze werden tot de laatste man gedood. Dat in deze periode een veldslag bij Gamla Uppsala heeft plaatsgevonden en dat daarbij een (deel van) een leger na heldhaftige strijd is vernietigd, blijkt uit een aantal runenstenen uit die tijd die de gesneuvelden herdenken.

## Bekering tot het christendom
Harald begroef zijn vader Gorm in Jelling (plaats) op de plaats van een oude grafheuvel (ca. 500 v.Chr.) waar hij een nieuwe heuvel overheen liet opwerpen. Gorm werd begraven met rijke grafgiften. Dit is nog een duidelijke afwijzing van de christelijke (Duitse) invloed. Enkele jaren later liet Harald zich echter dopen met zijn hele gezin. Vermoedelijk is dit gewoon een kwestie van politieke berekening van Harald geweest. Volgens Widukind van Corvey (die werkte ten tijde van deze gebeurtenissen) liet Harald zich overtuigen door de zendeling Poppo, die de kracht van zijn geloof bewees door een gloeiend stuk ijzer op te tillen zonder zich te verbranden. Volgens de Duitse kroniekschrijver Adam van Bremen liet Harald zich dopen na een verloren veldslag tegen de Duitse keizer, en stelde Harald bisdommen in te Sleeswijk, Ribe en Aarhus, die hij onder het gezag van het aartsbisdom Bremen stelde. Adam van Bremen werkte ongeveer 100 jaar later, toen koning Erik I van Denemarken (met succes) probeerde om een eigen Deens aartsbisdom te krijgen. De bekering van Harald had buiten de hofkringen in Denemarken en Noorwegen niet veel invloed.

Harald liet na zijn bekering zijn vader herbegraven in een kerk bij de grafheuvel. Hij liet zijn bekering publiek vastleggen in een van de runenstenen van Jelling in Denemarken. Hierop staat gehouwen: 
Harald, koning, liet deze steen maken ter herinnering aan Gorm, zijn vader en Thyra, zijn moeder. De Harald die geheel Denemarken en Noorwegen won en de Denen christenen maakte.
Oudnoors: 
Haraltr kunukr bath kaurua kubl thausi aft kurm fathur sin auk aft thaurui muthur sina sa haraltr ias sar uan tanmaurk ala auk nuruiak auk tani karthi kristna.

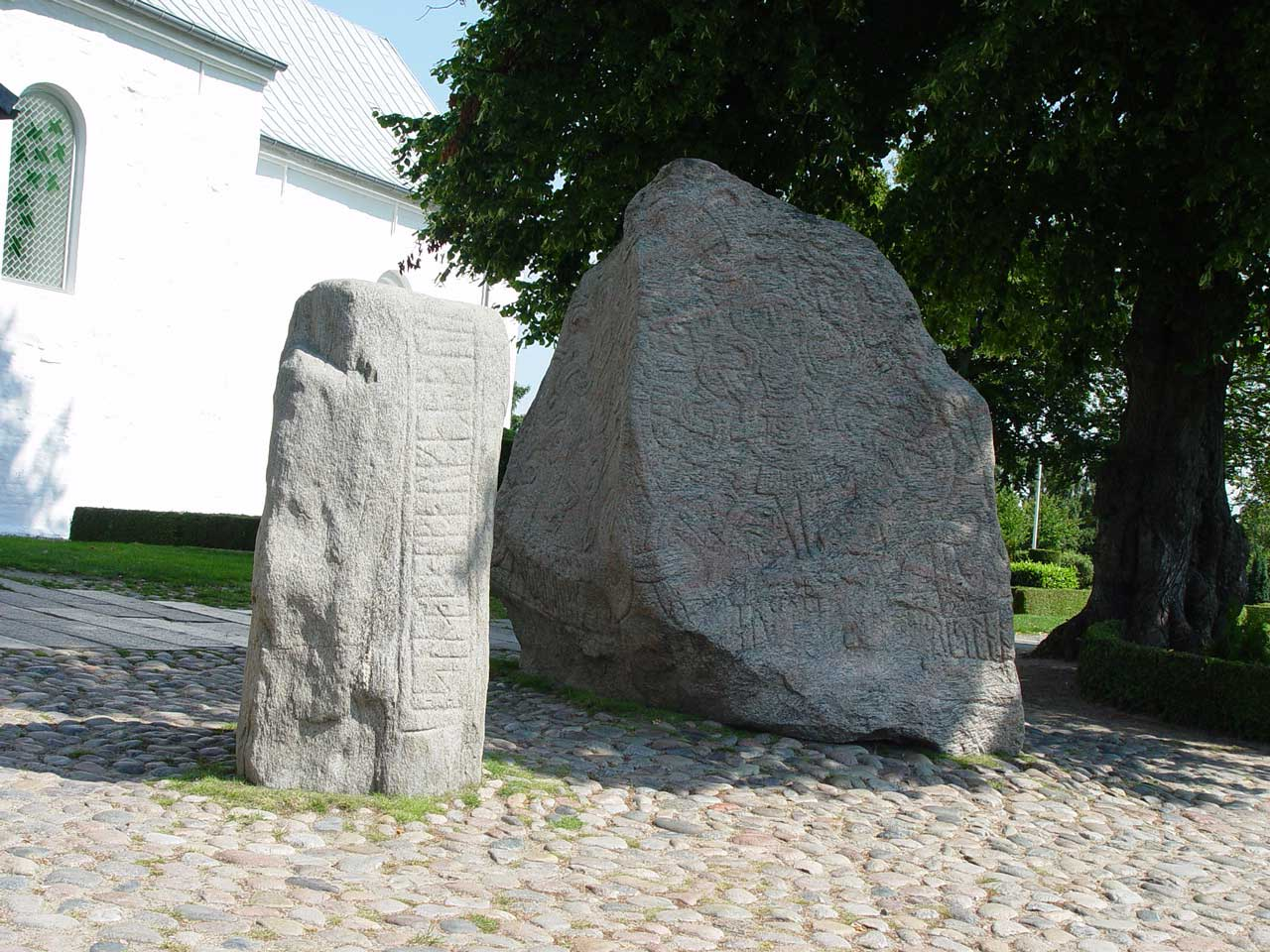
Runenstenen van Gorm en Blauwtand
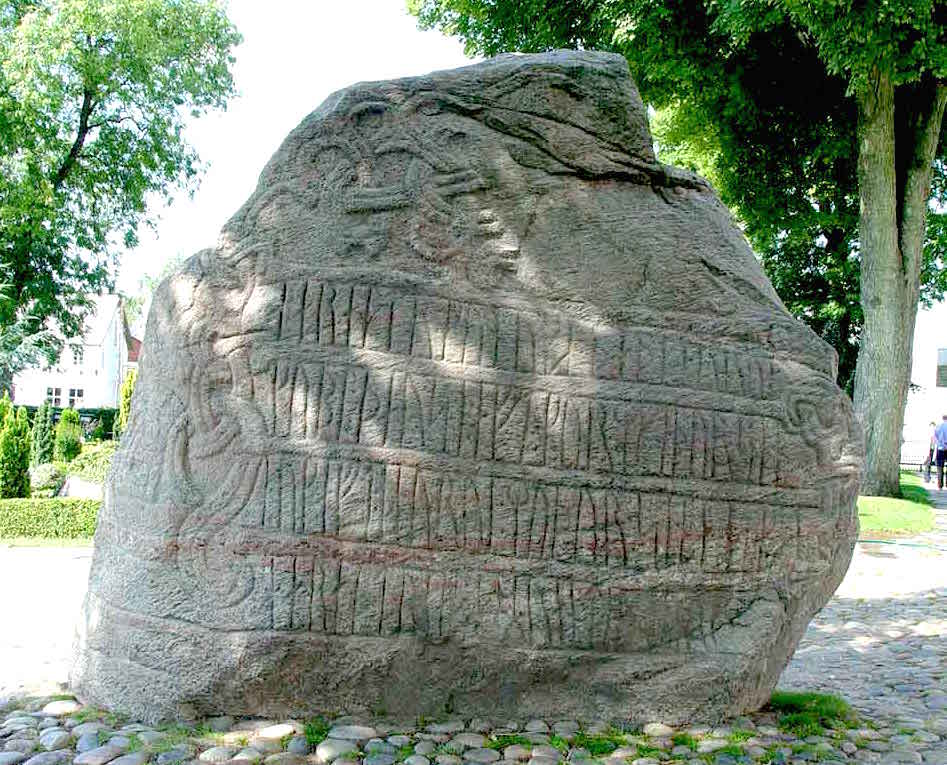
Runensteen van Blauwtand, beschreven zijde
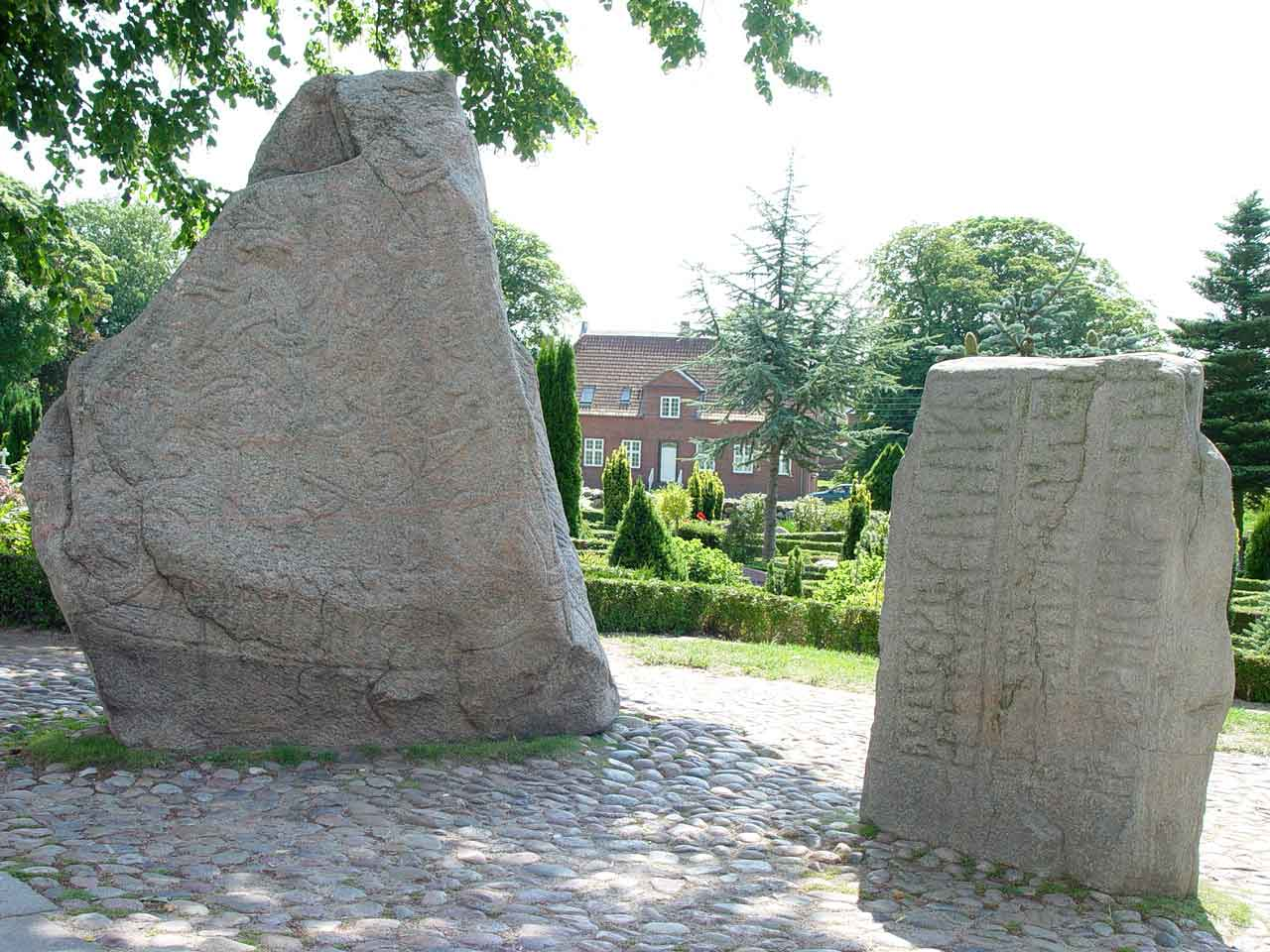
Runensteen van Gorm en Blauwtand, achterzijde

## Huwelijken en kinderen
Hoeveel vrouwen Harald had is onzeker, de volgende vrouwen worden als wettige echtgenotes genoemd:
- huwelijk voor 960: Gunhilde (verder onbekend);
- Tove (ovl. ca. 990), vermoedelijk dochter van de Slavische prins Mstivoj;
- Gyrid (vermeende zuster van Styrbjörn de Sterke en nicht van Erik VI van Zweden).
- Daarnaast had hij enkele onbekende bijvrouwen.

Harald had de volgende kinderen, van wie meestal niet duidelijk is wie de moeder is:
- Hakon (961 - voor 987), veroverde Samland, leidde een Deense vloot naar Northumbria;
- Sven Gaffelbaard;
- Tyre (ovl. 1000), getrouwd met Styrbjörn de Sterke, nadien met de Slavische prins Burislav, gescheiden en hertrouwd (998) met Olaf I van Noorwegen. Volgens de saga's had zij Olof aangezet tot oorlog en na het nieuws van zijn dood in de slag bij Svolder pleegde ze zelfmoord door zich dood te hongeren. In literatuur worden enkele kinderen van Styrbjörn en Tyre genoemd, maar die zijn allemaal erg onzeker. Met Burislav kreeg ze een dochter Gunhild, waar koningin Bodil, echtgenote van Erik I van Denemarken, van afstamde. Met Olaf kreeg ze een zoon Harald, die kort na zijn geboorte overleed;
- Gunhild (ovl. 13 november 1002), gehuwd met Palle, edelman in Devon. Beiden zijn vermoord tijdens de slachtpartij op Sint-Brixius-dag;
- Mo (ovl. ca. 1015);
- Thorgny, gehuwd met Thrugot.

---
- De broers Magnus (ovl. na 969) en Godfried (ovl. ca. 988) zijn vermoedelijk kinderen van Harald met een bijvrouw. Zij bouwden een eigen rijk op in de Ierse Zee en vochten en plunderden in Schotland, Ierland, Wales en het eiland Man. Godfried werd koning van de Hebriden, waaruit het koninkrijk Man ontstond. Hij sneuvelde in een veldslag in Schotland en werd opgevolgd door zijn zoon Raegnald.

## Bluetooth
Bluetooth (blauwtand), een draadloos communicatieprotocol, ontwikkeld door Ericsson, is genoemd naar deze koning. Het Bluetooth-logo bestaat uit zijn initialen (H en B) in Noordelijke runentekens. De naam is gekozen omdat Harald in staat was verschillende volken en groepen in zijn rijk te laten samenwerken.
Gorm · Harald I · Sven I · Harald II · Knoet II · Knoet III · Magnus I · Sven II · Harald III · Knoet IV · Olaf I · Erik I · Niels · Erik II · Erik III · Sven III · Knoet V · Waldemar I · Knoet VI · Waldemar II · Erik IV · Abel · Christoffel I · Erik V · Erik VI · Christoffel II · Waldemar III · Christoffel II · Waldemar IV · Olaf II · Margaretha I · Erik VII · Christoffel III · Christiaan I · Johan · Christiaan II · Frederik I · Christiaan III · Frederik II · Christiaan IV · Frederik III · Christiaan V · Frederik IV · Christiaan VI · Frederik V · Christiaan VII · Frederik VI · Christiaan VIII · Frederik VII · Christiaan IX · Frederik VIII · Christiaan X · Frederik IX · Margrethe II · Frederik X
- Bibliothèque nationale de France: cb124548726 (data)
- Gemeinsame Normdatei: 119127326
- International Standard Name Identifier: 0000 0000 3642 3495
- Library of Congress Control Number: n2006077583
- Nationale Bibliotheek van Tsjechië: xx0225950
- LIBRIS: 257197
- Système universitaire de documentation: 033709130
- Virtual International Authority File: 193745547
- WorldCat: E39PBJmdwVJPHJJbkBwGKctHYP